# Procédure d'adhésion de la Macédoine du Nord à l'Union européenne
La Macédoine du Nord a déposé sa candidature d'adhésion à l'Union européenne le 22 mars 2004 à Dublin (Irlande). Cette demande est officialisée par la Commission européenne début 2005. Le statut de candidat lui est accordé par le Conseil européen en décembre 2005. Sa demande est déposée treize ans après son indépendance de l'ancienne Yougoslavie.
Parmi les obstacles à l'adhésion se trouvait avant 2019 le débat avec la Grèce autour du nom de la Macédoine, raison pour laquelle elle était officiellement appelée par l'Union « ancienne république yougoslave de Macédoine » (ARYM), plutôt que par le nom constitutionnel de « république de Macédoine ».
Un accord a été trouvé le 12 juin 2018 entre le gouvernement de Macédoine et le gouvernement grec afin de renommer le pays en « république de Macédoine du Nord », accord approuvé le 11 janvier 2019 par l’Assemblée macédonienne et le 25 janvier 2019 par le Parlement grec. L'accord entre officiellement en vigueur le 12 février 2019.
L'adhésion à l'Union a été définie comme la principale priorité stratégique par le gouvernement macédonien.
Après l'adhésion de la Slovénie et de la Croatie à l'Union européenne, la Macédoine du Nord est le troisième pays issu du démembrement de la Yougoslavie à avoir fait une demande d'adhésion à l'Union,. Son adhésion est décrite dans une perspective à « moyen long terme ».
Le slogan du gouvernement pour la candidature est « The Sun, too, is a star », en référence au soleil du drapeau de la Macédoine du Nord parmi les étoiles du drapeau européen.

## Historique
La Macédoine du Nord a commencé son processus formel de rapprochement avec l'Union européenne en 2000, en entamant les négociations au sujet de l'Accord de stabilisation et d'association avec l'UE. Elle devint le premier pays des Balkans hors UE à le signer le 9 avril 2001 à Luxembourg. L'accord a été ratifié par le Parlement macédonien le 12 avril 2001, et il entra en vigueur le 1er avril 2004.

### Dépôt de la candidature
Le 24 mars 2004, à Dublin (Irlande), la Macédoine du Nord a déposé sa candidature à l'adhésion à l'Union. Le 6 septembre 2004, le gouvernement macédonien adopte une Stratégie nationale pour l'intégration européenne soutenue par le parlement du pays au travers de sa Commission aux Affaires européennes. Le gouvernement a par la suite entamé les procédures en répondant au questionnaire de la Commission européenne. Ce questionnaire concerne les performances de la Macédoine du Nord en préparant l'adhésion en accord avec les critères de Copenhague, un processus qui prit fin le 31 janvier 2005. Le Conseil européen a officiellement reconnu le statut de candidat le 17 décembre 2005, après une revue et une recommandation de la candidature par la Commission.

### Chronologie
| Date               | Événement |
| ------------------ | --- |
| Octobre 1992       | La république de Macédoine désigne ses représentants à Bruxelles et accepte l'usage des termes « ancienne […] yougoslave » dans son nom constitutionnel (« république de Macédoine ») dans ses relations bilatérales. |
| 22 décembre 1995   | La république de Macédoine et l'Union établissent des relations diplomatiques. Les négociations commencèrent par un accord de coopération à large portée dans les domaines commerciaux, financiers et des transports. |
| Février 1996       | La mission macédonienne permanente à Bruxelles est élevée au niveau d'ambassade. |
| 10 mars 1996       | La Macédoine devient un partenaire du programme PHARE. |
| 20 mars 1996       | Les négociations commencent avec un accord de coopération et un accord sur les transports entre la république de Macédoine et les Communautés européennes. |
| 20 juin 1996       | Conclusion des deux accords sus-cités. |
| Novembre 1997      | L'accord sur les transports entre en vigueur. |
| 1er janvier 1998   | L'accord de coopération entre en vigueur. |
| Février 1998       | Les premiers pourparlers politiques au niveau ministériel se tiennent à Ohrid, en accord avec l'accord de coopération. |
| 11 mars 1998       | Un accord commercial et textile est signé (il est resté en vigueur en 1998 puis a été remplacé par un nouvel accord le 1er janvier 2000). |
| 21 et 22 mars 1998 | Première réunion d'un Conseil de coopération mutuelle à Skopje. |
| 5 mars 1999        | Seconde réunion d'un Conseil de coopération mutuelle à Bruxelles. |
| 24 janvier 2000    | La Commission européenne adopte des directives concernant la coopération et le début officiel des négociations pour une adhésion potentielle. |
| Mars 2000          | Ouverture de la délégation de l'UE à Skopje ; désignation du premier chef de la délégation. |
| 5 avril 2000       | Début du premier cycle des négociations de l'accord de stabilisation et d'association (ASA) |
| Juin 2000          | Adoption d'une régulation sur la perspective d'une adhésion potentielle par le Conseil européen de Fiera. |
| 24 novembre 2000   | Initialiation de l'ASA au sommet de Zagreb. |
| Décembre 2000      | Entrée en vigueur du règlement du Conseil sur l'introduction de mesures commerciales exceptionnelles ; la Macédoine rejoint le programme régional CARDS 2002-2006. |
| 16 février 2001    | Accord provisoire sur les dispositions commerciale de l'ASA. |
| 9 avril 2001       | L'ASA et l'accord provisoire de le commerce sont signés. Ce dernier accord entre en vigueur le 1er juin 2001. |
| Janvier 2002       | Protocole supplémentaire sur le vin et les spiritueux, et accord commercial sur les produits textiles |
| 20 février 2003    | Le président de la Commission européenne, Romano Prodi, se rend à Skopje, confirmant la position de l'Union sur les perspectives macédoniennes d'adhésion. |
| 25 juillet 2003    | Dernière des six rencontres du Conseil de coopération à Bruxelles. |
| Février 2004       | « Déclaration sur la demande d'adhésion à l'UE » signée par le Parlement macédonien. |
| 22 mars 2004       | Lors d'une cérémonie à Dublin (Irlande), le gouvernement macédonien soumet sa candidature à l'UE. |
| 1er avril 2004     | L'ASA entre en vigueur après sa ratification par les États membres. |
| 3 juin 2004        | Première rencontre du Comité de stabilisation et d'association à Skopje. |
| 6 septembre 2004   | La Stratégie nationale pour l'intégration européenne est adoptée par le gouvernement macédonien. |
| 14 septembre 2004  | Deuxième rencontre du Conseil de stabilisation et d'association à Bruxelles. |
| 1er octobre 2004   | Questionnaire sur la préparation d'adhésion soumis au gouvernement macédonien par la Commission européenne. |
| 31 janvier 2005    | Réponses au questionnaire finalisées par le gouvernement macédonien. |
| 14 février 2005    | Soumission des réponses à la Commission européenne par la délégation macédonienne à Bruxelles. |
| 22 avril 2005      | Réception de questions additionnelles au questionnaire de la Commission européenne. |
| 10 mai 2005        | Renvoi des réponses aux questions additionnelles à Bruxelles. |
| 9 novembre 2005    | Recommandation positive de la Commission à l'adhésion macédonienne. |
| 17 décembre 2005   | Le Conseil européen reconnait le statut de candidat à l'adhésion. |
| 9 novembre 2006    | La Commission européenne décide de commencer les négociations sur les facilités d'obtention de visa avec la Macédoine. |
| 12 juillet 2007    | Le Parlement européen publie le Rapport de suivi 2006 relatif à l'ancienne république yougoslave de Macédoine. La Grèce et la Macédoine le définissaient comme une « victoire ». Le rapport est critique envers l'accord bilatéral d'immunités avec les États-Unis (qui viole le principe du statut de Rome) ; échec de la mise en place du principe de Badinter ; l'affaire Khaled El-Masri ; le renommage de l'aéroport de Skopje en « Alexandre le Grand » ; et d'autres problèmes liés à la protection environnementale et les relations de voisinage. Deux propositions d'amendements faisant référence à la Bulgarie et la Grèce à propos de l'échec de la reconnaissance des minorités macédoniennes dans ces pays, et une se référant au nom constitutionnel de la république de Macédoine, ont été rejetées. D'autre part l'UE réitéra que la question de la dénomination du pays ne serait pas considérée dans le processus d'adhésion (bien que la capacité de veto grecque reste intacte). Les eurodéputés issus de la Nea Dimokratia grecque votent en faveur de la résolution ; ceux du parti d'opposition PASOK votèrent contre. |
| 23 juin 2008       | À la suite du sommet européen, la résolution du débat sur le nom devint un prérequis à l'adhésion,. |
| 14 octobre 2009    | La Commission européenne recommande de commencer les négociations d'adhésion de la Macédoine. |
| 8 décembre 2009    | Le Conseil de l'Union européenne reporte à la première partie de 2010 sa décision d'octroi d'une date de début des négociations. |
| 14 mars 2012       | Le Parlement européen adopte une résolution pressant le Conseil de donner une date d'ouverture des négociations à la Macédoine. Il regrette que le conflit sur le nom porte préjudice à l'ouverture des négociations. |
| 29 mars 2012       | La Commission ouvre un dialogue de haut niveau sur l'adhésion avec la Macédoine. |
| 10 octobre 2012    | Dans son rapport la Commission recommande l'ouverture des négociations d'adhésion afin d’accélérer les réformes dans le pays favoriser une résolution rapide du conflit sur le nom avec la Grèce sous l'égide de la Commission. |
| 16 octobre 2013    | La Commission recommande, dans son rapport annuel, l'ouverture des négociations d'adhésion afin d’accélérer les réformes dans le pays et de favoriser une résolution rapide du conflit sur le nom avec la Grèce. |
| 17 avril 2018      | La Commission recommande, dans son rapport annuel, l'ouverture des négociations d'adhésion en reconnaissance des efforts accomplis par le pays et afin d’accélérer les réformes. |
| 26 juin 2018       | Le Conseil de l'Union européenne décide de l'ouverture des négociations d'adhésion en juin 2019 si les réformes continuent. |
| 12 février 2019    | Entrée en vigueur de l'accord de Prespa mettant fin au différend sur le nom de la Macédoine que celle-ci entretenait avec la Grèce depuis son indépendance ; le pays devient ainsi officiellement la « république de Macédoine du Nord » et la Grèce lève son veto sur l'adhésion du pays à l'UE et à l'OTAN. |
| 29 mai 2019        | La Commission européenne recommande l'ouverture des négociations d'adhésion avec la Macédoine du Nord et l'Albanie. |
| 24 mars 2020       | Les ministres des affaires étrangères des États membres de l'UE donnent leur feu vert pour l'ouverture des négociations d'adhésion de la Macédoine du Nord et de l'Albanie,. |
| 17 novembre 2020   | La Bulgarie pose son véto à l'approbation du cadre de négociation du fait de la faible mise en œuvre de l'accord d'amitié de 2017 et de l'atmosphère anti-bulgare en Macédoine ainsi que du refus du gouvernement macédonien de considérer les Bulgares comme une minorité nationale. |
| 24 juin 2022       | Le parlement bulgare vote la levée du véto à l'ouverture des négociations après la proposition de résolution du conflit entre la Bulgarie et la Macédoine du Nord faite par le président Emmanuel Macron au cours de la Présidence française du Conseil de l'Union européenne du premier semestre 2022. |
| 16 juillet 2022    | Le parlement macédonien approuve la proposition de la Présidence française : la fin des « discours de haine » contre toutes les minorités et communautés, la reconnaissance par la Macédoine du Nord d'une histoire partagée avec la Bulgarie, l'inscription de la minorité bulgare dans la constitution. |
| 18 juillet 2022    | Le Conseil européen approuve l'ouverture des négociations. |
| 7 décembre 2023    | Clôture de l'examen analytique. |
| 12 décembre 2023   | Le Conseil de l'Union européenne demande à la Macédoine du Nord de réaliser les modifications constitutionnelles mentionnées dans l'accord de juillet 2022 avant toute convocation d'une conférence intergouvernementale. |

## État des négociations

### Infrastructures établies pour l'intégration européenne
Le gouvernement macédonien a établi une infrastructure de gestion du processus d'intégration européenne sur la base d'un document adopté en 1997 et dont le titre était « Les bases stratégiques de la république de Macédoine pour réaliser l'adhésion de l'Union européenne ». Il s'agissait des institutions suivantes :
- le Comité pour l'intégration euro-atlantique joue un rôle central dans la prise de décision des politiques du pays dans le processus d'intégration européen. Il est présidé par le Premier ministre et les vice-premiers ministres, et tous les ministres du gouvernement, le gouverneur de la Banque nationale de la république de Macédoine et le président de l'Académie macédonienne des sciences et des arts sont membres du comité.
- le Comité de travail à l'intégration européenne du gouvernement de la république de Macédoine – il est présidé par les vice-Premiers ministres chargés de l'intégration européenne, dont l'adjoint est le ministre de l'économie. Les membres sont les secrétaires tous les ministères. Il s'agit d'un organe opérationnel et interministériel établissant les méthodes et dynamiques de mise en œuvre des décisions stratégiques, des directives politiques et des priorités du gouvernement, ainsi que le contrôle de la réalisation des tâches concrètes.
- l'adjoint du Président du gouvernement est responsable de l'intégration européenne en encadrant la direction et la coordination de la partie opérationnelle du processus d'intégration. Il est soutenu par la Section pour l'intégration européenne au sein du Secrétariat général du gouvernement de l'ancienne république yougoslave de Macédoine.
- la section pour l'intégration européenne au sein du gouvernement a pour tâche d'organiser, coordonner et synchroniser le processus d'adhésion à l'UE. Il est divisé en sept unités chargées du rapprochement de la législation nationale avec celle de l'Union, la retranscription des actes juridiques de l'Union, de la construction des institutions, du soutien du Comité de travail à l'intégration européenne du gouvernement de la république de Macédoine, de la coordination de l'aide étrangère, et de l'information du public sur l'UE et le processus d'intégration européen.
- les Départements/Sections/Unités pour l'intégration européenne au sein des ministères ont une structure et des compétences similaires à la Section centrale pour l'intégration européenne.
- le ministère des Affaires étrangères – section UE – est responsable de la communication avec les structures de l'Union au travers de la mission de l'ancienne république yougoslave de Macédoine à Bruxelles, réunissant des informations valides et opportunes qui ont un impact sur le processus d'intégration, la présentation de perspectives uniformes et des positions dans les structures européennes.

Les autres institutions soutenant le processus d'intégration européenne sont les suivantes : l'Assemblée et sa Commission des affaires européennes ; le Secrétariat à la législation ; le Secrétariat général du gouvernement, et le sous-comité du Comité de travail à l'intégration européenne du gouvernement de la république de Macédoine.

### Acquis communautaire
| Chapitres de l'acquis                                               | Évaluation initiale de la Commission    | Début de l'examen analytique | Fin de l'examen analytique | Ouverture du chapitre | Clôture du chapitre |
| ------------------------------------------------------------------- | --------------------------------------- | ---------------------------- | -------------------------- | --------------------- | ------------------- |
| 1. Libre circulation des biens                                      | Très difficile à adopter                | 17 janvier 2019              | 14 mars 2023               | –                     | –                   |
| 2. Libre circulation des travailleurs                               | Efforts approfondis nécessaires         | 13 mars 2019                 | 14 mars 2023               | –                     | –                   |
| 3. Droit d’établissement et libre prestation de services            | Efforts approfondis nécessaires         | 11 décembre 2018             | 14 mars 2023               | –                     | –                   |
| 4. Libre circulation des capitaux                                   | Efforts approfondis nécessaires         | 10 janvier 2019              | 14 mars 2023               | –                     | –                   |
| 5. Marchés publics                                                  | Efforts considérables nécessaires       | 6 décembre 2018              | décembre 2022              | –                     | –                   |
| 6. Droit des sociétés                                               | Efforts considérables nécessaires       | 19 juillet 2022              | 14 mars 2023               | –                     | –                   |
| 7. Droits de propriété intellectuelle                               | Très difficile à adopter                | 7 février 2019               | 14 mars 2023               | –                     | –                   |
| 8. Politique de la concurrence                                      | Très difficile à adopter                | 19 juillet 2022              | 14 mars 2023               | –                     | –                   |
| 9. Services financiers                                              | Efforts approfondis nécessaires         | 9 avril 2019                 | 14 mars 2023               | –                     | –                   |
| 10. Société de l'information et médias                              | Efforts considérables nécessaires       | 21 mars 2023                 | 15 juin 2023               | –                     | –                   |
| 11. Agriculture et développement rural                              | Efforts considérables nécessaires       | 5 octobre 2023               | 1er décembre 2023          | –                     | –                   |
| 12. Sécurité alimentaire, politique vétérinaire et phytosanitaire   | Efforts considérables nécessaires       | 5 octobre 2023               | 1er décembre 2023          | –                     | –                   |
| 13. Pêche                                                           | Aucune difficulté majeure attendue      | 5 octobre 2023               | 1er décembre 2023          | –                     | –                   |
| 14. Politique des transports                                        | Efforts considérables nécessaires       | 16 mars 2023                 | 15 septembre 2023          | –                     | –                   |
| 15. Énergie                                                         | Efforts considérables nécessaires       | 26 mars 2019                 | 15 septembre 2023          | –                     | –                   |
| 16. Fiscalité                                                       | Efforts considérables nécessaires       | 21 mars 2023                 | 15 juin 2023               | –                     | –                   |
| 17. Politique économique et monétaire                               | Aucune difficulté majeure attendue      | 21 mars 2023                 | 15 juin 2023               | –                     | –                   |
| 18. Statistiques                                                    | Aucune difficulté majeure attendue      | 12 février 2019              | 16 janvier 2023            | –                     | –                   |
| 19. Politique sociale et emploi                                     | Efforts considérables nécessaires       | 21 mars 2023                 | 15 juin 2023               | –                     | –                   |
| 20. Politique d'entreprise et politique industrielle                | Aucune difficulté majeure attendue      | 21 mars 2023                 | 15 juin 2023               | –                     | –                   |
| 21. Réseaux transeuropéens                                          | Aucune difficulté majeure attendue      | 27 mars 2019                 | 15 septembre 2023          | –                     | –                   |
| 22. Politique régionale et coordination des instruments structurels | Efforts considérables nécessaires       | 5 octobre 2023               | 1er décembre 2023          | –                     | –                   |
| 23. Appareil judiciaire et droits fondamentaux                      | Efforts considérables nécessaires       | 27 septembre 2018            | 16 janvier 2023            | –                     | –                   |
| 24. Justice, liberté et sécurité                                    | Efforts considérables nécessaires       | 12 novembre 2018             | 16 janvier 2023            | –                     | –                   |
| 25. Science et recherche                                            | Aucune difficulté majeure attendue      | 21 mars 2023                 | 15 juin 2023               | –                     | –                   |
| 26. Éducation et culture                                            | Aucune difficulté majeure attendue      | 21 mars 2023                 | 15 juin 2023               | –                     | –                   |
| 27. Environnement                                                   | Totalement incompatible avec les acquis | 16 mars 2023                 | 15 septembre 2023          | –                     | –                   |
| 28. Protection des consommateurs et de la santé                     | Efforts approfondis nécessaires         | 28 mars 2019                 | 14 mars 2023               | –                     | –                   |
| 29. Union douanière                                                 | Efforts considérables nécessaires       | 21 mars 2023                 | 15 juin 2023               | –                     | –                   |
| 30. Relations extérieures                                           | Aucune difficulté majeure attendue      | 26 septembre 2023            | 7 décembre 2023            | –                     | –                   |
| 31. Politique étrangère, de sécurité et de défense                  | Aucune difficulté majeure attendue      | 26 septembre 2023            | 7 décembre 2023            | –                     | –                   |
| 32. Contrôle financier                                              | Très difficile à adopter                | 5 décembre 2018              | 16 janvier 2023            | –                     | –                   |
| 33. Dispositions financières et budgétaires                         | Aucune difficulté majeure attendue      | 5 octobre 2023               | 1er décembre 2023          | –                     | –                   |
| 34. Institutions                                                    | Rien à adopter                          | –                            | –                          | –                     | –                   |
| 35. Autres                                                          | Rien à adopter                          | –                            | –                          | –                     | –                   |
| Progression                                                         |                                         | 33 sur 33                    | 33 sur 33                  | 0 sur 33              | 0 sur 35            |

## Questions liées à l'adhésion macédonienne

### Nom officiel de la Macédoine
Un des obstacles majeurs au processus d'adhésion est la dispute avec la Grèce autour du nom de la Macédoine. Alors que le pays souhaite être appelé par son nom constitutionnel, république de Macédoine, l'Union européenne, en connaissance des préoccupations de la Grèce, a conservé la pratique de reconnaître le pays comme « ancienne république yougoslave de Macédoine », compromis permettant de faire une référence provisoire au pays et introduit par les Nations unies en 1993. La Grèce étant déjà membre de l’Union, elle a un pouvoir de veto contre les nouvelles adhésions, et a souvent répété qu'elle bloquerait l'adhésion macédonienne à moins que la dispute ne soit résolue,,. Depuis 2008, la résolution de ce conflit a été ajoutée comme prérequis à l'adhésion par l'UE. La Grèce et la Macédoine signent en 2018 l'accord de Prespa, prévoyant le changement de nom du pays en « Macédoine du Nord » par les gouvernements grec et macédonien. L'accord est approuvé le 11 janvier 2019 par le Parlement macédonien et le 25 janvier 2019 par le Parlement grec. L'accord entre officiellement en vigueur le 12 février 2019.

### Minorité albanaise
L'UE a aussi critiqué la direction du pays sous le Premier ministre Nikola Gruevski et sa politique contre la minorité albanaise et la politisation de beaucoup d'institutions étatiques, avertissant que ces problèmes peuvent devenir des obstacles pour le début officiel des pourparlers d'adhésion.

### Relations avec la Bulgarie
Un conflit bilatéral existe aussi avec la Bulgarie, principalement à propos d'une vision conflictuelle de l'histoire commune du XIXe siècle et du XXe siècle de ces deux pays et de la séparation ethnique des deux nations. La Bulgarie a rejoint l'UE le 1er janvier 2007. En juillet 2006, le ministre des Affaires étrangères bulgare Ivaylo Kalfin et le président Georgi Parvanov affirmèrent que le soutien de la Bulgarie à l'adhésion de la Macédoine ne serait pas sans conditions, notamment en ce qui concerne l'attitude négative et agressive contre la Bulgarie et l'histoire bulgare favorisée par les autorités macédoniennes,. Des réponses provocantes ont été émises par les leaders de la politique macédonienne, issus du parti national-conservateur VMRO-DPMNE.
Après la formation d'un nouveau gouvernement de coalition entre le parti social-démocrate SDSM et celui des minorités albanaises BDI en mai 2017, un accord de bon voisinage est signé le 1er août 2017 entre le premier ministre macédonien Zoran Zaev et son homologue bulgare Boyko Borissov. Il prévoit entre autres une coopération accrue entre les deux États, ainsi que le soutien de la Bulgarie pour l'adhésion de la Macédoine à l'Union européenne et à l'OTAN.
Cependant, en 2020, la procédure d'adhésion de la Macédoine du Nord à l'Union européenne est bloquée par la Bulgarie qui ne reconnait pas le macédonien comme une langue indépendante, mais comme un dialecte du bulgare. La Bulgarie s'oppose à la reconnaissance d'une langue macédonienne à cause de la présence d'une minorité macédophone dans le pays que le pays classifie comme étant bulgare. Un accord avec la Bulgarie est trouvé sur la question en juillet 2022. Cet accord inclut une modification de la constitution macédonienne pour considérer les Bulgares comme une minorité ethnique du pays.
En 2024, les tensions se réactivent, sur fond de désaccords liés à des projets stratégiques en plus des contentieux d'ordre culturel, ce qui pousse les autorités européennes à suspendre l'avancée des négociations. Ce faisant, afin de ne pas pénaliser plus l'Albanie, les négociations d'adhésion avec cette dernière sont de fait découplées de celles de la Macédoine du Nord le 25 septembre 2024, ouvrant la voie à l'ouverture des premiers chapitres de négociation de l'Albanie le 15 octobre 2024, tandis que les négociations avec la Macédoine du Nord restent elles à l'arrêt,.